# Список астероїдів (73801—73900)
| Назва                           | Тимчасове позначення | Дата відкриття    | Місце відкриття             | Відкривач                    |
| ------------------------------- | -------------------- | ----------------- | --------------------------- | ---------------------------- |
| (73801) 1995 QA4                | 1995 QA4             | 17 серпня 1995    | Обсерваторія Кітт-Пік       | Spacewatch                   |
| (73802) 1995 QC4                | 1995 QC4             | 17 серпня 1995    | Обсерваторія Кітт-Пік       | Spacewatch                   |
| (73803) 1995 QT5                | 1995 QT5             | 22 серпня 1995    | Обсерваторія Кітт-Пік       | Spacewatch                   |
| (73804) 1995 RG                 | 1995 RG              | 3 вересня 1995    | Обсерваторія Сайдинг-Спрінг | Роберт МакНот                |
| (73805) 1995 SC8                | 1995 SC8             | 17 вересня 1995   | Обсерваторія Кітт-Пік       | Spacewatch                   |
| (73806) 1995 SL21               | 1995 SL21            | 19 вересня 1995   | Обсерваторія Кітт-Пік       | Spacewatch                   |
| (73807) 1995 SZ29               | 1995 SZ29            | 22 вересня 1995   | Обсерваторія Кітамі         | Кін Ендате, Кадзуро Ватанабе |
| (73808) 1995 SL32               | 1995 SL32            | 21 вересня 1995   | Обсерваторія Кітт-Пік       | Spacewatch                   |
| (73809) 1995 SS48               | 1995 SS48            | 26 вересня 1995   | Обсерваторія Кітт-Пік       | Spacewatch                   |
| (73810) 1995 UW2                | 1995 UW2             | 24 жовтня 1995    | Обсерваторія Клеть          | Обсерваторія Клеть           |
| (73811) 1995 UN15               | 1995 UN15            | 17 жовтня 1995    | Обсерваторія Кітт-Пік       | Spacewatch                   |
| (73812) 1995 US18               | 1995 US18            | 18 жовтня 1995    | Обсерваторія Кітт-Пік       | Spacewatch                   |
| (73813) 1995 UZ57               | 1995 UZ57            | 17 жовтня 1995    | Обсерваторія Кітт-Пік       | Spacewatch                   |
| (73814) 1995 VO8                | 1995 VO8             | 14 листопада 1995 | Обсерваторія Кітт-Пік       | Spacewatch                   |
| (73815) 1995 VY10               | 1995 VY10            | 15 листопада 1995 | Обсерваторія Кітт-Пік       | Spacewatch                   |
| (73816) 1995 VJ11               | 1995 VJ11            | 15 листопада 1995 | Обсерваторія Кітт-Пік       | Spacewatch                   |
| (73817) 1995 VN16               | 1995 VN16            | 15 листопада 1995 | Обсерваторія Кітт-Пік       | Spacewatch                   |
| (73818) 1995 WP1                | 1995 WP1             | 17 листопада 1995 | Чорч Стреттон               | Стівен Лорі                  |
| (73819) 1995 WV6                | 1995 WV6             | 16 листопада 1995 | Обсерваторія Наніо          | Томімару Окуні               |
| (73820) 1995 WR8                | 1995 WR8             | 29 листопада 1995 | Обсерваторія Оїдзумі        | Такао Кобаяші                |
| (73821) 1995 WY15               | 1995 WY15            | 17 листопада 1995 | Обсерваторія Кітт-Пік       | Spacewatch                   |
| (73822) 1995 WM31               | 1995 WM31            | 19 листопада 1995 | Обсерваторія Кітт-Пік       | Spacewatch                   |
| (73823) 1995 WQ40               | 1995 WQ40            | 24 листопада 1995 | Обсерваторія Кітт-Пік       | Spacewatch                   |
| (73824) 1995 YK1                | 1995 YK1             | 21 грудня 1995    | Обсерваторія Оїдзумі        | Такао Кобаяші                |
| (73825) 1995 YQ1                | 1995 YQ1             | 22 грудня 1995    | Обсерваторія Оїдзумі        | Такао Кобаяші                |
| (73826) 1995 YX4                | 1995 YX4             | 16 грудня 1995    | Обсерваторія Кітт-Пік       | Spacewatch                   |
| (73827) 1996 AB3                | 1996 AB3             | 12 січня 1996     | Обсерваторія Кісо           | Обсерваторія Кісо            |
| (73828) 1996 AD6                | 1996 AD6             | 12 січня 1996     | Обсерваторія Кітт-Пік       | Spacewatch                   |
| (73829) 1996 AT12               | 1996 AT12            | 15 січня 1996     | Обсерваторія Кітт-Пік       | Spacewatch                   |
| (73830) 1996 AU13               | 1996 AU13            | 15 січня 1996     | Обсерваторія Кітт-Пік       | Spacewatch                   |
| (73831) 1996 BC5                | 1996 BC5             | 16 січня 1996     | Обсерваторія Кітт-Пік       | Spacewatch                   |
| (73832) 1996 BE12               | 1996 BE12            | 24 січня 1996     | Обсерваторія Кітт-Пік       | Spacewatch                   |
| (73833) 1996 CP2                | 1996 CP2             | 12 лютого 1996    | Обсерваторія Оїдзумі        | Такао Кобаяші                |
| (73834) 1996 EE9                | 1996 EE9             | 12 березня 1996   | Обсерваторія Кітт-Пік       | Spacewatch                   |
| (73835) 1996 EN15               | 1996 EN15            | 12 березня 1996   | Обсерваторія Кітт-Пік       | Spacewatch                   |
| (73836) 1996 FJ7                | 1996 FJ7             | 18 березня 1996   | Обсерваторія Кітт-Пік       | Spacewatch                   |
| (73837) 1996 FM12               | 1996 FM12            | 17 березня 1996   | Обсерваторія Кітт-Пік       | Spacewatch                   |
| (73838) 1996 GR5                | 1996 GR5             | 11 квітня 1996    | Обсерваторія Кітт-Пік       | Spacewatch                   |
| (73839) 1996 GN8                | 1996 GN8             | 13 квітня 1996    | Обсерваторія Кітт-Пік       | Spacewatch                   |
| (73840) 1996 GO13               | 1996 GO13            | 11 квітня 1996    | Обсерваторія Кітт-Пік       | Spacewatch                   |
| (73841) 1996 HY17               | 1996 HY17            | 18 квітня 1996    | Обсерваторія Ла-Сілья       | Ерік Вальтер Ельст           |
| (73842) 1996 HO22               | 1996 HO22            | 18 квітня 1996    | Обсерваторія Ла-Сілья       | Ерік Вальтер Ельст           |
| (73843) 1996 JW9                | 1996 JW9             | 13 травня 1996    | Обсерваторія Кітт-Пік       | Spacewatch                   |
| (73844) 1996 PF4                | 1996 PF4             | 9 серпня 1996     | Обсерваторія Галеакала      | NEAT                         |
| (73845) 1996 RF3                | 1996 RF3             | 6 вересня 1996    | Обсерваторія Мальорки       | Маноло Бласко                |
| (73846) 1996 RB12               | 1996 RB12            | 8 вересня 1996    | Обсерваторія Кітт-Пік       | Spacewatch                   |
| (73847) 1996 RA19               | 1996 RA19            | 15 вересня 1996   | Обсерваторія Кітт-Пік       | Spacewatch                   |
| (73848) 1996 SC1                | 1996 SC1             | 18 вересня 1996   | Станція Сінлун              | SCAP                         |
| (73849) 1996 TF18               | 1996 TF18            | 4 жовтня 1996     | Обсерваторія Кітт-Пік       | Spacewatch                   |
| (73850) 1996 TF33               | 1996 TF33            | 10 жовтня 1996    | Обсерваторія Кітт-Пік       | Spacewatch                   |
| (73851) 1996 TK62               | 1996 TK62            | 6 жовтня 1996     | Обсерваторія Ла-Сілья       | Ерік Вальтер Ельст           |
| (73852) 1996 VB4                | 1996 VB4             | 7 листопада 1996  | Станція Сінлун              | SCAP                         |
| (73853) 1996 VV18               | 1996 VV18            | 6 листопада 1996  | Обсерваторія Кітт-Пік       | Spacewatch                   |
| (73854) 1996 VW23               | 1996 VW23            | 10 листопада 1996 | Обсерваторія Кітт-Пік       | Spacewatch                   |
| (73855) 1996 VE30               | 1996 VE30            | 7 листопада 1996  | Обсерваторія Кушіро         | Сейджі Уеда, Хіроші Канеда   |
| (73856) 1996 WF                 | 1996 WF              | 16 листопада 1996 | Обсерваторія Садбері        | Денніс ді Сікко              |
| (73857) 1996 WA3                | 1996 WA3             | 16 листопада 1996 | Обсерваторія Наніо          | Томімару Окуні               |
| (73858) 1996 XL3                | 1996 XL3             | 1 грудня 1996     | Обсерваторія Кітт-Пік       | Spacewatch                   |
| (73859) 1996 XK5                | 1996 XK5             | 7 грудня 1996     | Обсерваторія Оїдзумі        | Такао Кобаяші                |
| (73860) 1996 XR5                | 1996 XR5             | 7 грудня 1996     | Обсерваторія Оїдзумі        | Такао Кобаяші                |
| (73861) 1996 XN19               | 1996 XN19            | 8 грудня 1996     | Обсерваторія Оїдзумі        | Такао Кобаяші                |
| 73862 Mochigasechugaku          | 1996 XN32            | 15 грудня 1996    | Обсерваторія Садзі          | Обсерваторія Садзі           |
| (73863) 1996 XH33               | 1996 XH33            | 8 грудня 1996     | Станція Сінлун              | SCAP                         |
| (73864) 1996 YS2                | 1996 YS2             | 29 грудня 1996    | Обсерваторія Оїдзумі        | Такао Кобаяші                |
| (73865) 1997 AW                 | 1997 AW              | 2 січня 1997      | Обсерваторія Оїдзумі        | Такао Кобаяші                |
| (73866) 1997 AB1                | 1997 AB1             | 2 січня 1997      | Обсерваторія Оїдзумі        | Такао Кобаяші                |
| (73867) 1997 AH1                | 1997 AH1             | 2 січня 1997      | Обсерваторія Тітібу         | Наото Сато                   |
| (73868) 1997 AD6                | 1997 AD6             | 1 січня 1997      | Прескоттська обсерваторія   | Пол Комба                    |
| (73869) 1997 AM11               | 1997 AM11            | 2 січня 1997      | Обсерваторія Кітт-Пік       | Spacewatch                   |
| (73870) 1997 AC16               | 1997 AC16            | 13 січня 1997     | Обсерваторія Галеакала      | NEAT                         |
| (73871) 1997 AP16               | 1997 AP16            | 14 січня 1997     | Обсерваторія Клеть          | Обсерваторія Клеть           |
| (73872) 1997 AO17               | 1997 AO17            | 7 січня 1997      | Коллеверде ді Ґвідонія      | Вінченцо Касуллі             |
| (73873) 1997 BF1                | 1997 BF1             | 28 січня 1997     | Обсерваторія Оїдзумі        | Такао Кобаяші                |
| (73874) 1997 BX1                | 1997 BX1             | 29 січня 1997     | Обсерваторія Оїдзумі        | Такао Кобаяші                |
| (73875) 1997 BS4                | 1997 BS4             | 31 січня 1997     | Обсерваторія Кітт-Пік       | Spacewatch                   |
| (73876) 1997 CT                 | 1997 CT              | 1 лютого 1997     | Обсерваторія Оїдзумі        | Такао Кобаяші                |
| (73877) 1997 CS6                | 1997 CS6             | 4 лютого 1997     | Обсерваторія Галеакала      | NEAT                         |
| (73878) 1997 CX6                | 1997 CX6             | 6 лютого 1997     | Обсерваторія Галеакала      | NEAT                         |
| (73879) 1997 CT7                | 1997 CT7             | 1 лютого 1997     | Обсерваторія Кітт-Пік       | Spacewatch                   |
| (73880) 1997 CC21               | 1997 CC21            | 6 лютого 1997     | Обсерваторія Кітт-Пік       | Spacewatch                   |
| (73881) 1997 CD22               | 1997 CD22            | 13 лютого 1997    | Обсерваторія Оїдзумі        | Такао Кобаяші                |
| (73882) 1997 CZ25               | 1997 CZ25            | 11 лютого 1997    | Обсерваторія Оїдзумі        | Такао Кобаяші                |
| 73883 Астерод (Asteraude)       | 1997 DQ              | 16 лютого 1997    | Кастр                       | А. Клотц                     |
| (73884) 1997 EG                 | 1997 EG              | 1 березня 1997    | Обсерваторія Оїдзумі        | Такао Кобаяші                |
| 73885 Калаймудлі (Kalaymoodley) | 1997 EV              | 1 березня 1997    | Станція Кампо Імператоре    | Андреа Боаттіні              |
| (73886) 1997 EY5                | 1997 EY5             | 4 березня 1997    | Обсерваторія Кітт-Пік       | Spacewatch                   |
| (73887) 1997 ED7                | 1997 ED7             | 3 березня 1997    | Обсерваторія Кітт-Пік       | Spacewatch                   |
| (73888) 1997 EK12               | 1997 EK12            | 3 березня 1997    | Обсерваторія Кітт-Пік       | Spacewatch                   |
| (73889) 1997 EN12               | 1997 EN12            | 3 березня 1997    | Обсерваторія Кітт-Пік       | Spacewatch                   |
| (73890) 1997 EK16               | 1997 EK16            | 5 березня 1997    | Обсерваторія Кітт-Пік       | Spacewatch                   |
| (73891) 1997 ED23               | 1997 ED23            | 10 березня 1997   | Коллеверде ді Ґвідонія      | Вінченцо Касуллі             |
| (73892) 1997 ER25               | 1997 ER25            | 5 березня 1997    | Обсерваторія Ніхондайра     | Такеші Урата                 |
| (73893) 1997 ET33               | 1997 ET33            | 4 березня 1997    | Сокорро (Нью-Мексико)       | LINEAR                       |
| (73894) 1997 EL34               | 1997 EL34            | 4 березня 1997    | Сокорро (Нью-Мексико)       | LINEAR                       |
| (73895) 1997 EE35               | 1997 EE35            | 4 березня 1997    | Сокорро (Нью-Мексико)       | LINEAR                       |
| (73896) 1997 EG35               | 1997 EG35            | 4 березня 1997    | Сокорро (Нью-Мексико)       | LINEAR                       |
| (73897) 1997 EN39               | 1997 EN39            | 5 березня 1997    | Сокорро (Нью-Мексико)       | LINEAR                       |
| (73898) 1997 ES42               | 1997 ES42            | 10 березня 1997   | Сокорро (Нью-Мексико)       | LINEAR                       |
| (73899) 1997 EV49               | 1997 EV49            | 5 березня 1997    | Обсерваторія Ла-Сілья       | Ерік Вальтер Ельст           |
| (73900) 1997 FD                 | 1997 FD              | 19 березня 1997   | Обсерваторія Клаудкрофт     | Воррен Оффутт                |